# Taiarapu-Oest
Taiarapu-Oest és un municipi de la Polinèsia Francesa, situat a l'illa de Tahití, que es troba a les Illes del Vent (arxipèlag de les Illes de la Societat. Té 7.002 habitants. Es troba a Tahiti Iti, i comprèn les comunes associades de Teahupoo (1 322 hab.), Toahotu (3 122 hab.), i Vairao (2 558 hab.).